# Motoki Nishimura
Motoki Nishimura (西村 昌樹?, Nishimura Motoki; 8 giugno 1947) è un ex judoka giapponese. Vincitore della medaglia di bronzo ai Giochi olimpici di Monaco 1972 nella categoria 93 kg.

## Palmarès
Olimpiadi
- 1 medaglia:
  - 1 bronzo (93 kg a Monaco 1972)

Universiadi
- 1 medaglia:
  - 1 oro (+93 kg a Tokyo 1967)

Asiatici
- 1 medaglia:
  - 1 oro (open a Kaohsiung 1970)